# Сент-Винсент и Гренадины на летних Олимпийских играх 1996
Сент-Винсент и Гренадины принимала участие в Летних Олимпийских играх 1996 года в Атланте (США) в третий раз за свою историю, но не завоевала ни одной медали. Сборную страны представляла 1 женщина.